# Governo Blair III
Il Governo Blair III è stato il novantaduesimo governo del Regno Unito, in carica dal 6 maggio 2005 al 27 giugno 2007, durante la cinquantaquattresima legislatura della Camera dei comuni.

## Storia
Guidato dal Primo ministro laburista uscente Tony Blair, questo governo è stato formato e sostenuto dal solo Partito Laburista, che disponeva di 356 deputati su 646, ovvero il 55,1% dei seggi della Camera dei comuni.
Il governo, formatosi in seguito alle elezioni generali anticipate del 2005, succedette al governo Blair II, costituito e sostenuto dal solo Partito Laburista.
Durante lo scrutinio parlamentare, i Laburisti subirono una battuta d'arresto e persero 57 seggi, ma nonostante ciò mantennero una maggioranza abbastanza netta alla Camera dei comuni, motivo per cui la regina incaricò Blair di costituire il suo terzo esecutivo. Contrariamente al passato, non creò ne modificò nulla all'interno dei dipartimenti ministeriali.
Il 5 maggio 2006, organizza il più importante tra i suoi rimpasti di governo sin dal suo arrivo al potere, nove anni prima; in quest'occasione Margaret Beckett diventa la prima donna a ricoprire il ruolo di segretario di Stato per gli affari esteri e del Commonwealth.
Rispettando l'accordo stabilito nel 1994 con Gordon Brown, il 27 giugno 2007 Blair rimette le sue dimissioni alla sovrana, che chiede a Brown di prendere il suo posto, il quale accetterà e formerà il suo governo.

## Situazione Parlamentare
| Camera | Collocazione | Partiti | Seggi     |
| ------ | ------------ | --- | --------- |
| Camera | Maggioranza  | Laburisti (355),Indipendenti (1) | 356 / 646 |
| Camera | Opposizione  | Conservatori (198), Liberal Democratici (62), Partito Nazionale Scozzese (6),Partito Unionista Democratico (9),Sinn Féin (5),Plaid Cymru (3),Partito Social Democratico e Laburista (3),Partito del Rispetto (1),Partito Unionista dell'Ulster (1),Indipendenti (2) | 290 / 646 |

## Composizione
| Carica                                                                                                 | Titolare | Titolare                     | Titolare                              | Partito   |
| --- | -------- | ---------------------------- | ------------------------------------- | --------- |
| Primo ministro Primo lord del tesoro Ministro della funzione pubblica                                  |          |                              | Tony Blair                            | Laburista |
| Vice primo ministro Primo Segretario di Stato                                                          |          |                              | John Prescott                         | Laburista |
| Cancelliere dello Scacchiere                                                                           |          |                              | Gordon Brown                          | Laburista |
| Lord cancelliere Giustizia                                                                             |          |                              | Charles Falconer                      | Laburista |
| Leader della Camera dei comuni Lord custode del sigillo privato                                        |          |                              | Geoff Hoon (fino al 05/05/2006)       | Laburista |
| Leader della Camera dei comuni Lord custode del sigillo privato                                        |          |                              | Jack Straw                            | Laburista |
| Lord presidente del Consiglio Leader della Camera dei lord                                             |          |                              | Valerie Amos                          | Laburista |
| Tesoro                                                                                                 |          |                              | Des Browne (fino al 05/05/2006)       | Laburista |
| Tesoro                                                                                                 |          |                              | Stephen Timms                         | Laburista |
| Ministro dell'ufficio di gabinetto (dal 05/05/2006)                                                    |          |                              | Hilary Armstrong                      | Laburista |
| Cancelliere del Ducato di Lancaster                                                                    |          |                              | John Hutton (fino al 02/11/2005)      | Laburista |
| Cancelliere del Ducato di Lancaster                                                                    |          | vacante (fino al 05/05/2006) |                                       |           |
| Cancelliere del Ducato di Lancaster                                                                    |          |                              | Hilary Armstrong                      | Laburista |
| Chief Whip alla Camera dei comuni (dal 05/05/2006) Segretario parlamentare del Tesoro (dal 05/05/2006) |          |                              | Jacqui Smith                          | Laburista |
| Affari esteri e Commonwealth                                                                           |          |                              | Jack Straw (fino al 05/05/2006)       | Laburista |
| Affari esteri e Commonwealth                                                                           |          |                              | Margaret Beckett                      | Laburista |
| Affari interni                                                                                         |          |                              | Charles Clarke (fino al 05/05/2006)   | Laburista |
| Affari interni                                                                                         |          |                              | John Reid                             | Laburista |
| Difesa                                                                                                 |          |                              | John Reid (fino al 05/05/2006)        | Laburista |
| Difesa                                                                                                 |          |                              | Des Browne                            | Laburista |
| Commercio e industria Presidente del Board of Trade                                                    |          |                              | Alan Johnson (fino al 05/05/2006)     | Laburista |
| Commercio e industria Presidente del Board of Trade                                                    |          |                              | Alistair Darling                      | Laburista |
| Lavoro e pensioni                                                                                      |          |                              | David Blunkett (fino al 02/11/2005)   | Laburista |
| Lavoro e pensioni                                                                                      |          |                              | John Hutton                           | Laburista |
| Energia e cambiamenti climatici(dal 03/10/2008)                                                        |          |                              | Ed Miliband                           | Laburista |
| Salute                                                                                                 |          |                              | Patricia Hewitt                       | Laburista |
| Comunità e affari locali Donne e uguaglianze (dal 05/05/2006)                                          |          |                              | Ruth Kelly                            | Laburista |
| Ambiente, l'alimentazione e affari rurali                                                              |          |                              | Margaret Beckett (fino al 05/05/2006) | Laburista |
| Ambiente, l'alimentazione e affari rurali                                                              |          |                              | David Miliband                        | Laburista |
| Sviluppo internazionale                                                                                |          |                              | Hilary Benn                           | Laburista |
| Trasporti Scozia                                                                                       |          |                              | Alistair Darling (fino al 05/05/2006) | Laburista |
| Trasporti Scozia                                                                                       |          |                              | Douglas Alexander                     | Laburista |
| Irlanda del Nord Galles                                                                                |          |                              | Peter Hain                            | Laburista |
| Cultura, media e sport Ministro dei Giochi olimpici                                                    |          |                              | Tessa Jowell                          | Laburista |
| Istruzione e competenze                                                                                |          |                              | Ruth Kelly (fino al 05/05/2006)       | Laburista |
| Istruzione e competenze                                                                                |          |                              | Alan Johnson                          | Laburista |
| Ministro senza portafoglio                                                                             |          |                              | Ian McCartney (fino al 05/05/2006)    | Laburista |
| Ministro senza portafoglio                                                                             |          |                              | Hazel Blears                          | Laburista |